# فجل أبيض
الفجل الأبيض هو فجل شرق آسيوي معتدل الطعم، كبير الحجم، أبيض اللون. مع أنه يعرف باسمه الياباني في الولايات المتحدة، إلا أنه لم ينشأ من اليابان، ولكنه زُرِع في الأصل في آسيا القارية وأدخِل إلى اليابان عبر الصين خلال حكم مملكة هان. وفي المملكة المتحدة وآسيا القارية، يعرف باسم مُولِي.
ومع أن هناك العديد من الأنواع من الفجل الأبيض، فإن أكثره شيوعًا في اليابان، هو الفجل الأبيض-أوكوبي (aokubi-daikon)، وله شكل جزرة عملاقة، حوالي حوالي 20 إلى 35 سم طولاً ومن 5 إلى 10 سم في القطر. وواحد من أكثر الأنواع غرابة في الشكل من الفجل الأبيض المزروع في محافظة كاغوشيما هو الفجل الأبيض ساكوراجيما (sakurajima daikon) الذي هو على شكل اللفت، الذي ينمو عادة ليصل إلى 50 سم (20 إنش) في القطر ويصل وزنه إلى 45 كـغ (100 رطل).
والطعم يعتبر معتدلاَ مقارنةً بالفجل الآخر.

## الثقافة

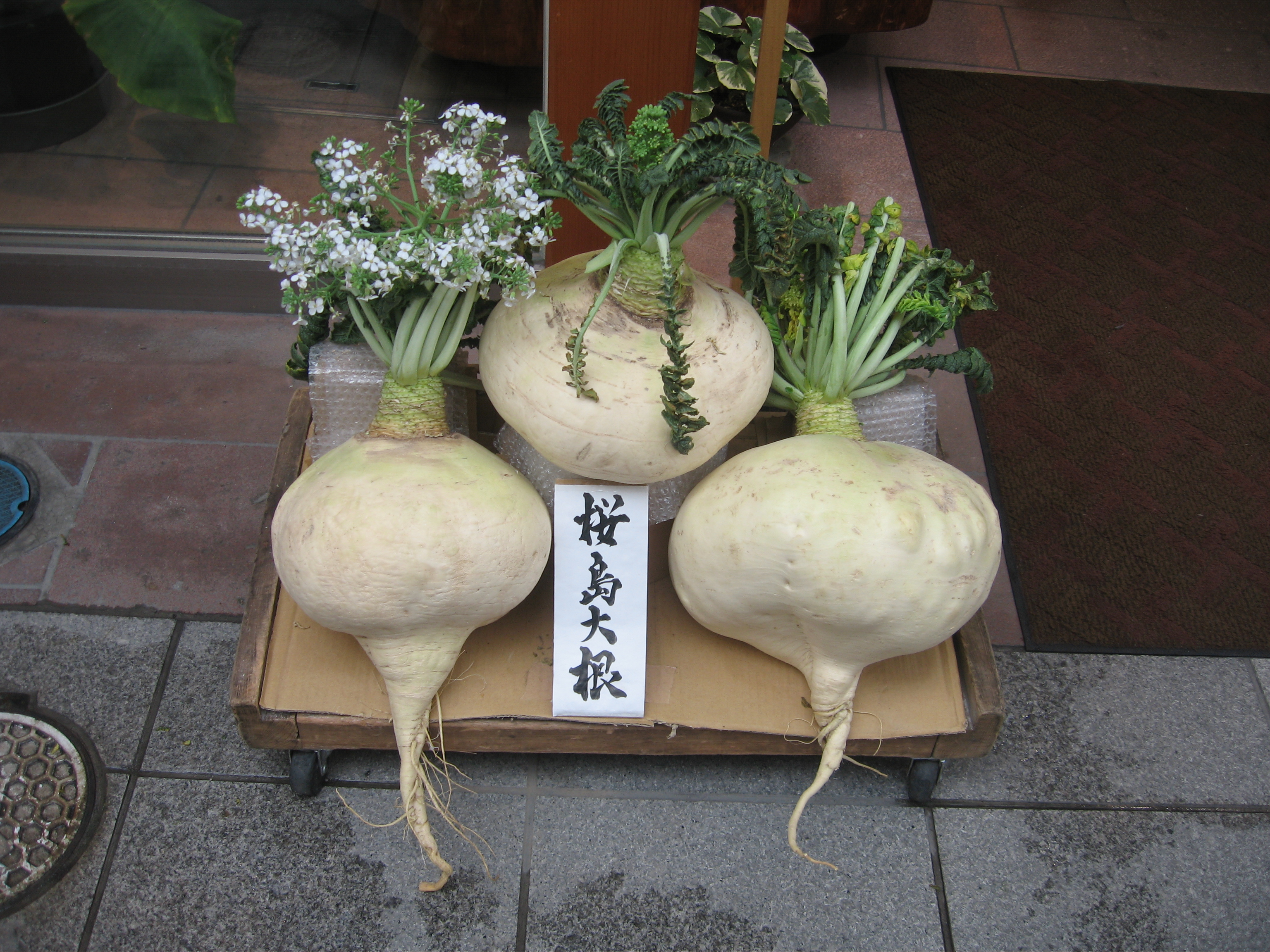
ساكوراجيما الفجل الأبيض

إن المجموعة المتنوعة 'الثلجة الطويلة البيضاء' ('Long White Icicle') متوفرة كبذورٍ في بريطانيا، وتنمو بنجاحٍ في جنوبي إنجلترا، منتجة جذور تشبه الجزر الأبيض بحلول منتصف الصيف في التربة الجيدة في السنة المتوسطة.[بحاجة لمصدر]
الفجل الصيني أو الموولي يحتمل درجات حرارة أعلى من الفجل الأبيض الياباني، وينمو جيدًا في المنخفضات في إفريقيا الشرقية. ويكون أفضل إذا كان هناك الكثير من الرطوبة ويمكنه النمو سريعًا، بخلاف ذلك يكون طعمة قويًا، ولحمة ناشفًا.

## الاستخدامات
في المطبخ الياباني، العديد من المخللات يتم صنعها باستخدام الفجل الأبيض ومن ضمنها تاكوان (takuan) وبيتارازوك (bettarazuke). والفجل الأبيض عادة ما يُستخدم مقطّعًا ومخلوطًا في البونزو (ponzu) (بهار من صوص الصويا وعصير الليمون) كغموس. الأطباق المطبوخة على نارٍ هادئة شعبية أيضًا مثل أودن. والفجل الأبيض المقطع المجفف (طريقة شائعة لحفظ الأغذية في اليابان) يسمى الفجل الأبيض كيريبوشي (Kiriboshi-daikon) (حرفيًا بمعنى، الفجل الأبيض المقطع المجفف). براعم فجل الفجل الأبيض يستخدم في السلطة أو لتزين الساشيمي.
وعادة ما تؤكل ورقة الفجل الأبيض كـخضروات خضراء. والتخليل والقلي شائعان. وورقة الفجل الأبيض واحدة من الأوراق من مهرجان الأعشاب السبعة، المسمى سوزوشيرو (suzushiro).
وفي المطبخ الصيني، يتم صنع كعكة الفجل والتشاي تو كواي (chai tow kway) باستخدام الفجل الأبيض. المجموعة المتنوعة باسم موولي لها نسبة مياه مرتفعة، ويفترض أن يضاف إليها الملح وأن تصفى قبل أن تطهى. وأحيانًا ما يستخدم الموولي لنحت زينة موحية للأطباق.
وفي المطبخ الكوري، يتم استخدام أصناف متنوعة لصنع الكاكدوجي (kkakdugi) وناباك كيمشي (nabak kimchi) باستخدام الخضار، بالإضافة إلى شوربة موجوك (muguk). وهذا النوع من الفجل الأبيض أقصر، وأسمك، وله لون أخضر فاتح يمتد من الأعلى، إلى حوالي منتصف الطريق أسفل حدبة الحبة.
وفي المطبخ الباكستاني، يتم غلي الأوراق اليافعة من الفجل الأبيض ويتم قليها سريعًا بمزيجٍ من الزيت المسخن، الثوم، الزنجبيل، الفلفل الأحمر ومجموعة من التوابل. يتم أكل الفجل كسلطةٍ طازجة عادة ما يتم تتبيلها إما بالملح والفلفل أو الشات ماسالا (chaat masala).
وفي بنغلاديش، يتم عادة بشر الفجل الأبيض الطازج رفيعًا ومزجه مع الفلفل الطازج، والكزبرة، ورقائق السمك على البخار، وعصير الليمون والملح. هذه الطريقة البسيطة المنعشة، تقدم جنبًا إلى جنب مع الوجبات وتعرف باسم مولو فورتا (mulo bhorta).
وفي جنوب الهند، الفجل الأبيض هو المكون الأساسي في مجموعة من السامبهار، الذي يتم فيه غلي الفجل المدور مع البصل، ولب التمر الهندي، والعدس وبودرة بهار خاص. وعندما يطهى، يمكنه أن يطلق رائحة قوية للغاية. هذه الشوربة تسمى 'سمامبر مولجاني' முள்ளங்கி சாம்பார்-mullangi: முள்ளங்கி الكلمة التاملية للالفجل الأبيض وهي شعبية للغاية، وتخلط مع الأرز المطبوخ لعمل وجبة جيدة.
وفي المطبخ الفيتنامي، الفجل الأبيض المخلل الحلو والمالح والجزر (củ cải cà rốt chua) هي بهارات شائعة في سندوتشات bánh mì.

## التخزين
يمكن تخزين الجذور لبضعة أسابيع من دون أن تنزع الأوراق وتبقى في مكانٍ جاف بارد. إذا تم نزعها من الأرض، يميل القوام إلى أن يصبح خشبيًا، ولكن عمر التخزين للجذور الكاملة غير المعالجة غير طويل.[بحاجة لتوضيح]

## المعلومات الغذائية
الفجل الأبيض قليل جدًا في الطاقة الغذائية. حصة من 100 جرام تحتوي على 90 كيلو جول فقط، أو 22 كالوري 6 كالوري/أونصة)، ولكنه يوفر 34 بالمائة من الاحتياج اليومي (RDA) من فيتامين  C، يحتوي الفجل الأبيض أيضًا على إنزيم ميروزيناز النشط

## وصلات خارجية
- [Asian Radish at NutritionData.com]